# 克里斯托弗·麦凯
克里斯托弗·麦凯（英語：Christopher P. McKay，1954年—）是一名美國行星科學家，研究行星大氣、天體生物學和地球化。麥凱在佛羅里達大西洋大學主修物理學，同時學習機械工程，1975年畢業，1982年獲得科羅拉多大學天體地球物理學博士學位。

## 職業生涯
麥凱對行星大氣，特別是土衛六和火星大氣，以及生命的起源和進化進行研究。他是惠更斯號、鳳凰號火星探測器和火星科學實驗室的共同研究員。他還在死亡谷、阿他加馬沙漠、阿克塞爾海伯格島和南極洲冰雪覆蓋的湖泊等地對嗜極生物進行實地研究。麥凱是擬議中的火星破冰生命天體生物學任務的首席研究員。2015年，他獲得內華達獎章。
他曾是行星學會董事會成員，還與火星學會合作，並就太空探索和地球化問題撰寫文章和發表演講。他還是微生物心靈論壇的顧問。

## 地球化的倫理問題
麥凱在地球化的倫理問題上主張適度的生物中心主義立場，認為我們必須先對火星這樣的行星進行徹底探索，以發現是否存在微生物生命，然後再採取地球化的第一步；如果在火星上的一個不起眼的角落或休眠狀態中發現了本土外星生命，我們就應該清除所有地球生命，並改變火星，以支持這種外星生命在火星上的全球傳播。他與羅伯特·祖布林進行了一系列公開辯論，後者在地球化的倫理問題上主張適度的人類中心主義立場。

## 外部連結
- Video of Chris McKay on The Agenda with Steve Paikin, "Are We Bound for Space?" panel discussion with Chris Hadfield, Lawrence Krauss, Donna Shirley, Karl Schroeder and Robert D. Richards
- McKay's Public Lecture on Saturn's Moon Titan （页面存档备份，存于）, part of the Silicon Valley Astronomy Lecture Series